# Morganicomio
Morganicomio: Morgan al suo meglio è una raccolta di grandi successi dell'artista italiano Morgan, pubblicata nel 2010 dalla Sony BMG.

## Il disco
Previsto in supporto alla attesa e poi soppressa partecipazione sanremese col brano La sera, Morganicomio racchiude il meglio della produzione tratta da Canzoni dell'appartamento, Non al denaro non all'amore nè al cielo, Da A ad A e Italian Songbook Volume 1, con alcune rielaborazioni e variazioni.
Secondo quanto dichiarato dal cantante in un'intervista al quotidiano la Repubblica, «Morganicomio è un greatest hits fatto senza la mia collaborazione, pubblicato per sfruttare il brano di Sanremo».

## Tracce
1. La sera – 4:25 (Marco Castoldi)
2. Altrove – 4:46 (Marco Castoldi) – edit Morgan
3. Amore assurdo – 4:00 (Marco Castoldi)
4. Tra 5 minuti – 2:59 (Marco Castoldi, Agostino Nascimbeni, Dario Alessandro Ciffo) – versione altra
5. Un giudice – 3:50 (Nicola Piovani, Fabrizio De André, Giuseppe Bentivoglio)
6. Io che non vivo (senza te) – 2:24 (Vito Pallavicini, Pino Donaggio)
7. Crash – 4:19 (Marco Castoldi) – Morgan version
8. Contro me stesso – 4:28 (Marco Castoldi) – new version
9. Animali famigliari – 4:00 (Marco Castoldi)
10. The Baby – 3:41 (Marco Castoldi) – 2008 version - new mix
11. Dormono sulla collina – 5:07 (Nicola Piovani, Fabrizio De André, Giuseppe Bentivoglio)
12. Canzone per natale – 3:10 (Marco Castoldi)
13. Il mio mondo – 3:02 (Gino Paoli, Umberto Bindi)
14. Un ottico – 5:42 (Nicola Piovani, Fabrizio De André, Giuseppe Bentivoglio) – 2008 version - new mix
15. Una storia d'amore e vanità – 5:00 (Marco Castoldi) – 2008 version - new mix
16. Aria – 4:08 (Marco Castoldi) – 2008 version - radio edit
17. Un malato di cuore / l'inverno di Vivaldi – 6:23 (Nicola Piovani, Fabrizio De André, Giuseppe Bentivoglio) – 2008 version
18. Qualcuno tornerà – 2:45 (Piero Ciampi, Roberto Ciampi)
19. Stay here with me (Resta con Me) – 3:43 (Domenico Modugno, Dino Verde, M. Galbler)

Durata totale: 77:52

## Classifiche
| Classifica (2010) | Posizione massima |
| ----------------- | ----------------- |
| Italia            | 21                |